# Ѻ
Omega redonda (Ѻ para mayúscula y ѻ para minúscula) es una letra obsoleta del antiguo alfabeto eslavo eclesiástico o cirílico. Tenía un sonido /o/ profundo parecido al de Ѡ. Su forma parece ser un derivado de O, o una Ѡ cerrada por arriba (Lo más posible debido a su nombre).

## Unicode
Los códigos son U+047A para mayúscula y U+047B para minúscula.
- Datos: Q2006148
- Multimedia: Cyrillic round Omega / Q2006148